# Манроу, Дэвид
Дэвид Джон Манроу (12 августа 1942, Бирмингем, Уорикшир — 15 мая 1976, Чешам Буа, Бакингемшир) — британский музыкант и историк старинной музыки.

## Ранняя жизнь и образование
Манроу родился в Бирмингеме. Его родителя преподавали в Бирмингемском университете. Мать Манроу, Хильда Айви (урождённая Норман, 1905—1985), была учителем танцев, а его отец, Альберт Дэвис «Дэйв» Манроу (1908—1975), был лектором и инструктором по физическому воспитанию.
Манроу посещал школу короля Эдуарда до 1960 года. Он преуспел в учёбе и был известен своим высоким голосом. Известно, что в это время он научился играть на фаготе за две недели.
Манроу решил взять промежуточный год (1960) и отправился в Перу, чтобы преподавать английский язык в колледже Маркхэм в Лиме в рамках программы «Студент-преподаватель» Британского Совета. Он прибыл в Лиму на поезде из Сан-Паулу, а затем путешествовал по Бразилии, Боливии, Перу и Чили, изучая традиционную музыку Латинской Америки и собирая народные инструменты. Он вернулся домой в Великобританию с несколькими боливийскими флейтами и другими малоизвестными инструментами.
В период изучения магистерской программы по английской филологии в колледже Пембрук в Кембридже, Манроу стал участвовать в музыкальных представлениях, играя на южноамериканских инструментах на студенческом осеннем концерте, организованном Кристофером Хогвудом. Профессор музыки Терстон Дарт был заинтригован игрой Манроу и призвал его исследовать связи между латиноамериканскими народными инструментами и ранними европейскими инструментами. Во время посещения кабинета Дарта, Манроу заметил висящий на стене крамхорн; Дарт предложил ему позаимствовать его, и это в конечном итоге вдохновило Манроу начать независимое изучение ранних музыкальных инструментов.

## Карьера
Имея способности пианиста, певца и фаготиста, Манроу начал приобретать копии средневековых и ренессансных инструментов, а также народные инструменты, такие как китайская шаум «суона» и испанская волынка «гайта». Ещё будучи студентом, он начал читать лекции, в этом ему сперва помогала Мэри Ремнант. Позже Манроу основал трио с Кристофером Хогвудом и своей будущей женой Джиллиан Рейд. Группа гастролировала по музыкальным клубам и обществам, давая сольные концерты с преимущественно средневековой музыкой и музыкой эпохи Возрождения. Затем Манроу присоединился к Королевской шекспировской компании Windband в качестве фаготиста, а вскоре стал играть на инструментах времен Шекспира под руководством музыкального руководителя Гая Вулфендена. Английский стиль игры Монроу на флейте отличается сдержанностью и контролируемым самовыражением, который контрастирует с тональной гибкостью континентального стиля, которого придерживались такие флейтисты как Франс Брюгген и др.
К 1967 году Манроу назначили лектором по истории старинной музыки в Лестерском университете. за год до того он женился на Джиллиан Веронике Рейд. Манроу также преподавал ранние деревянные духовые инструменты в лондонском Королевском колледже, где его наставник Терстон Дарт был главой отдела новой музыки. Вместе с Кристофером Хогвудом Манроу сформировал новую группу Early Music Consort, основные члены которой были экспертами по своим конкретным инструментам. Иногда при необходимости нанимались другие профессиональные музыканты, такие как Найджел Норт и Роберт Спенсер, оба очень уважаемые лютнисты. С 1968 года Манроу гастролировал по миру, находя малоизвестные инструменты в каждой стране, которую посещал. Он заказал реконструкцию инструментов, связанных с корнетом и ракеткой, среди прочего, у Кристофера Монка и Отто Штайнкопфа. Две телевизионные программы сделали его имя нарицательным: «Шесть жен Генриха VIII» (1970) и « Елизавета Р.» (1971). Он также написал музыку к экранизации первого фильма «Генрих VIII и его шесть жен» в 1972 году.
Возрождение старинной музыки началось после успеха саундтрека Манроу к фильму «Шесть жен Генриха VIII», который содержал аутентичную музыку, сыгранную на оригинальных инструментах, что вызвало во всем мире энтузиазм по отношению к музыке и инструментам эпохи Возрождения. Впоследствии спрос на такие исторические инструменты резко возрос, что привело к созданию бизнеса, специализирующегося в этой области, который до сих пор базируется в Солтере, Западный Йоркшир под брендом The Early Music Shop
За свою относительно короткую жизнь Манроу выпустил более 50 пластинок. В дополнение к его записям с The Early Music Consort of London, он записывался с Musica Reservata Майкла Морроу, Alfred Deller и King’s Singers. Он много раз записывал Баха и Монтеверди, но наибольшее влияние он оказал на периоды Средневековья и Возрождения. Его набор из трех пластинок с The Early Music Consort of London, The Art of the Netherlands, выпущенный в 1976 году (EMI SLS5049), оказали особое влияние на популяризацию жанра.
На BBC Radio 3 он представил 655 выпусков Pied Piper, многоэтнического и многовекового распространения музыки от Монтеверди до рок-группы Electric Light Orchestra. Манроу также имел деловые отношения, в частности, с Pentangle, Young Tradition и Ширли и Долли Коллинз.
Помимо своего регулярного выступления на радио и в других программах, Манроу появлялся на телевидении, в первую очередь на BBC 2 в сериале под названием «Голоса предков» в лондонской студии и в программе «Ранние музыкальные инструменты». Манроу также написал книгу под названием «Инструменты Средневековья и Возрождения», которая комментировала его музыкальные записи.

## Личная жизнь
Личными интересами Манроу были путешествия, парусный спорт, джаз, антиквариат, лингвистика. Кроме того, он написал несколько статей о музыке, особенно для собственных записей, чаще всего для журнала OUP Early Music.

## Смерть
В 1976 году Манроу повесился, находясь в состоянии депрессии; считается, что недавняя смерть его отца и тестя, которым он посвятил свою единственную книгу, способствовала его решению покончить с собой. Однако за год до того Манроу пытался покончить с собой из-за передозировки наркотиков.
Его смерть была отмечена как трагическая потеря для движения старинной музыки, поскольку никто в достаточной мере не пошёл по его стопам.

## Наследие
Манроу, возможно, сделал больше, чем кто-либо другой, во второй половине 20-го века для популяризации старинной музыки в Великобритании, несмотря на то, что его карьера длилась всего 10 лет. Это было подчеркнуто, когда комитет НАСА по космическим исследованиям «Вояджер» выбрал одну из его записей Early Music Consort для «Золотой пластинки» «Вояджера», которая отправлена в космос. «The Fairie Round» из "Paueans, Galliards, Almains and Other Short Aeirs " Энтони Холборна были включены в сборник звуков и образов, которые были выбраны в качестве примеров разнообразия жизни и культуры на Земле.
Манроу оставил после себя не только свои записи, но и большую коллекцию музыкальных инструментов. В архиве Манроу, который находится в Королевской академии музыки, хранится коллекция его писем, статей, телесценариев, партитур, музыкальных композиций и книг. Коллекция находится в открытом доступе. В онлайн-каталоге звукового архива Британской библиотеки представлены его многочисленные записи.

## Избранная дискография
- Записи с Musica Reservata
  - Французская придворная музыка тринадцатого века (1967)
  - Музыка 100-летней войны (1968)
  - Музыка из Декамерона (1969)
  - Итальянская танцевальная музыка XVI века (1970)
  - Музыка из Бургундского двора (1971)
- Записи с The Early Music Consort, режиссёр Дэвид Манроу
  - Ecco la primavera — Флорентийская музыка 14 века (1969)
  - Музыка крестовых походов (1971)
  - Триумфы Максимилиана I (1970)
  - Музыка для Фердинанда и Изабеллы Испанских (1972)
  - Искусство куртуазной любви (1973)
  - Преториус — Танцы и мотеты (1973)
  - Музыка Гийома Дюфе: Мисса «Se La Face Ay Pale» (1974)
  - Инструменты Средневековья и Возрождения (1976)
  - Современники Монтеверди (1976)
  - Музыка готической эпохи (1976)
  - Зеленые рукава на землю (1976)
  - Фестиваль старинной музыки — Музыка Флоренции XIV века, Музыка крестовых походов и триумфов Максимилиана (1976)
  - Генри Перселл : Оды ко дню рождения королевы Марии (1976)
  - Искусство Нидерландов (1976)
  - Два танцевальных коллектива эпохи Возрождения / Современники Монтеверди (1996; записи 1971 и 1975 годов)
- Молодая традиция и супруг старинной музыки
  - Галереи (1968)
- Круглый стол и Дэвид Манроу
  - Прялка (1969)
  - «Субботняя жига / Ярмарка Скарборо» (сингл) (1969)
- Ширли и Долли Коллинз и лондонский супруг старинной музыки
  - Гимны в Эдеме (1969)
  - Любовь, смерть и леди (1970)
  - Amaranth (1976; переиздание сюиты Anthems in Eden с одной стороной новых записей, приписываемых только Ширли Коллинз)
- Эшли Хатчингс
  - Гремучая кость и пахарь (1976)
- Королевский духовой оркестр Шекспира под управлением Гая Вулфендена
  - Музыка времен Шекспира (1969)
- Дэвид Манроу, Джиллиан Рейд, Кристофер Хогвуд
  - Средневековый звук (1970)
  - Удовольствия суда — Фестиваль танцевальной музыки Сусато и Морли (1971)
- Дэвид Манроу, Оливер Брукс, Роберт Спенсер, Кристофер Хогвуд
  - Любовная флейта (1973)
- Дэвид Манроу соло или в различных комбинациях
  - Телеман: Сюита для блокфлейты и оркестра, Концерты для блокфлейты и оркестра Саммартини и Генделя
  - Искусство записывающего устройства (1975)
  - Искусство Дэвида Манроу (1971—1976)

## Музыка для радио, телевидения и кино

### Радио
- "Хоббит " Толкина (адаптация BBC Radio 4) (1968)

### Телевидение
- Шесть жен Генриха VIII (BBC TV) (1970)
- Элизабет Р. (BBC TV) (1971)
- Ранние музыкальные инструменты (Гранада ТВ) (1976)
- Голоса предков (BBC TV) (1976)

### Кино
- Дьяволы (режиссер Кен Рассел) (1971)
- Генрих VIII и его шесть жен (режиссер Варис Хусейн) (1972)
- Зардоз (режиссер Джон Бурман) (1974)
- Гонка в лидерах (режиссер Жоэль Сантони) (1974). Документальный фильм о бельгийском велосипедисте Эдди Мерксе. Саундтрек выпущен как Renaissance Suite (1974).

## Награды и признания
Премия «Грэмми» за лучшее исполнение камерной музыки :
- Дэвид Манроу (дирижёр) и Лондонский консорт старинной музыки за «Искусство придворной любви» (1977)